# 格赖茨县
格赖茨县（Landkreis Greiz）是德国图林根州东部的一个县，县治格赖茨。